# Alfred Christ

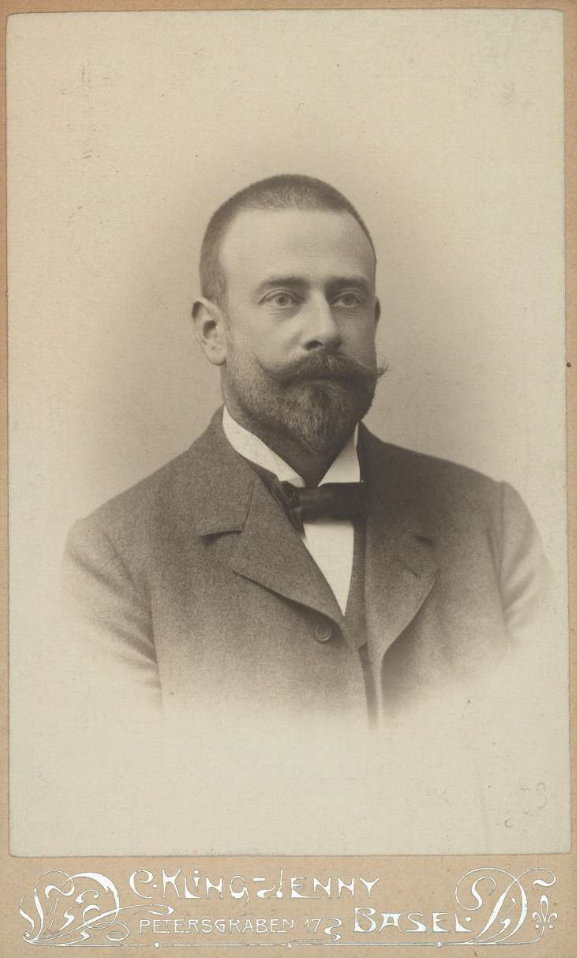
Alfred Christ-Paravicini

Alfred Christ (* 1865 in Basel; † 1. Juni 1928 ebenda) war ein Schweizer Arzt, Philanthrop und Gründer des Sanatoriums Erzenberg in Langenbruck.

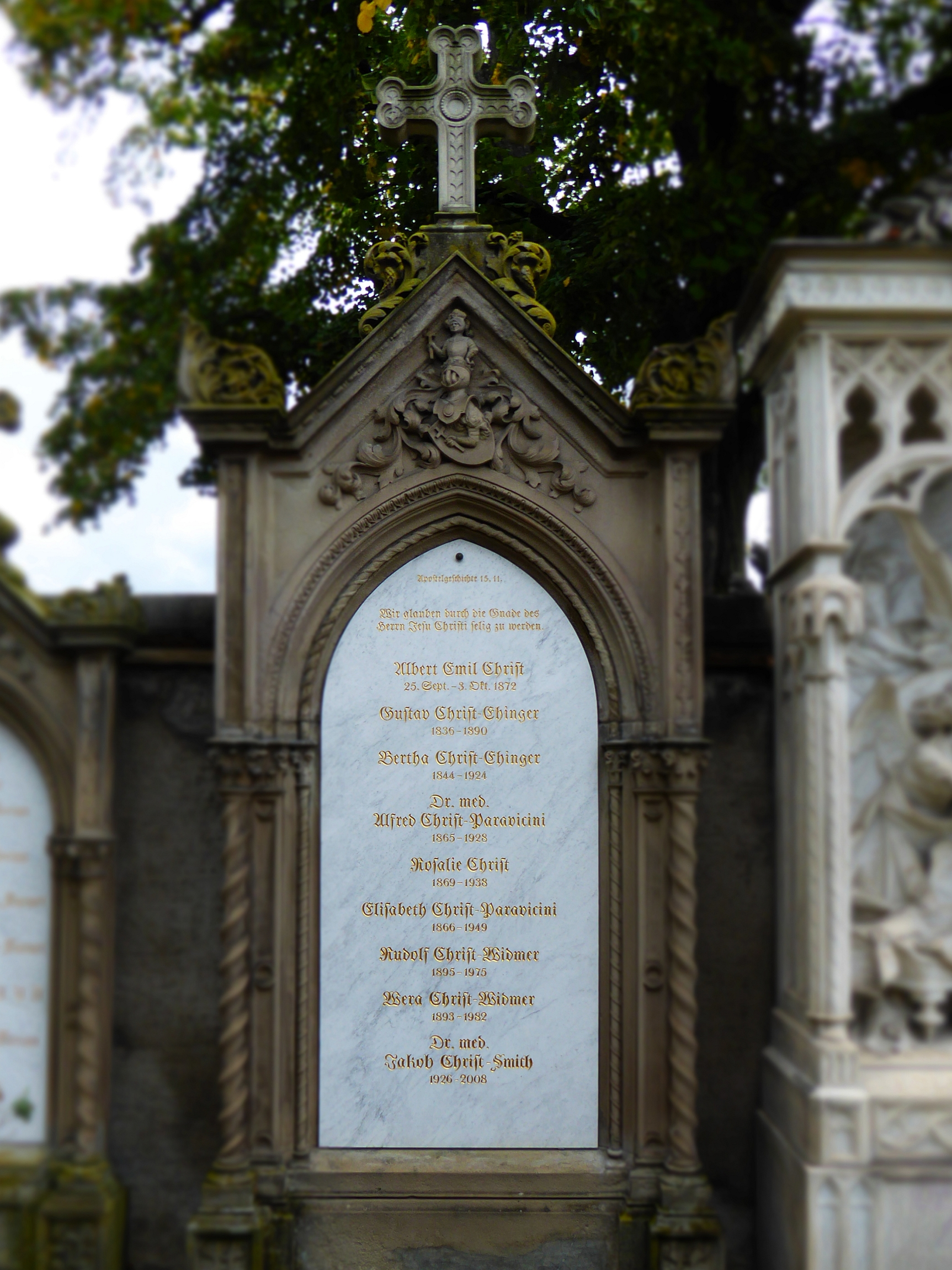
Grab auf dem Wolfgottesacker, Basel.

## Leben und Werk
Alfred Christ war ein Sohn des Gustav Christ (1836–1890) und der Bertha Louise (1844–1924) geborene Ehinger. Christ studierte Medizin in Neuenburg, München, Heidelberg, Berlin, Wien und Basel. Während seiner Assistenzzeit bei August Socin in der Chirurgischen Klinik des Bürgerspitals Basel beschäftigte sich Christ mit der Knochen- und Gelenktuberkulose bei Kindern. Statt die infizierten Stellen zu operieren und die Patienten damit zu verstümmeln, wurden Klima- und Heliotherapie angewandt. Zudem entstand der Gedanke, Sanatorien für erholungsbedürftige Kinder im damaligen Kurort Langenbruck zu gründen. In der Folge wurde Christ die Aufsicht in den Erholungsheimen «Rosengarten»und «Au» übertragen.
Christ verheiratete sich 1893 mit Elisabeth (1866–1949) geborene Paravicini, einer in Paris ausgebildeten Porzellanmalerin. Im gleichen Jahr zog das Ehepaar nach Langenbruck, wo es detaillierte Pläne für ein Kindersanatorium ausarbeitete. Die beiden gründeten am Erzenberg in Langenbruck aus eigenen Mitteln eine der ersten Tuberkulose-Heilstätten der Schweiz. Das Sanatorium sollte vor allem Kinder aus finanziell schwachen Familien aufnehmen. Christ beauftragte den Architekten Rudolf Linder mit dem Bau des Tuberkulose-Sanatoriums und des etwas tiefer liegenden Wohnhauses für seine Familie. Das Sanatorium wurde am 1. Juni 1896 eröffnet und kurze Zeit später erweitert.
Nach Martin Biders Tod wurde Christ sein Nachfolger als Präsident der «Gemeinnützigen Gesellschaft von Langenbruck» (GG). Zudem wurde ihm die Leitung des Erholungsheimes «Rosengarten» übertragen. Nach neun Jahren zog die inzwischen kinderreiche Familie nach Basel, um den sechs Söhnen und der einzigen Tochter eine solide Ausbildung zu erleichtern. Seine Söhne waren u. a. der Architekt Rudolf Christ (1895–1975), der Maler Martin Alfred Christ (1900–1979) sowie der Arzt Anton Leonhard Christ (* 1896), der 1925 das Sanatorium in Langenbruck weiterführte. Dessen Sohn war der Psychiater Jakob Christ.
In Basel behandelte Christ Kassenpatienten und war als Arzt in der Gundeldingerkrippe, im Säuglingsheim und im Gefängnis Lohnhof tätig. Christ engagierte sich in zahlreichen Wohltätigkeitsorganisationen. So war er im Vorstand der Gesellschaft für das Gute und Gemeinnützige Basel, die er zeitweilig präsidierte. Zudem war er Vizepräsident der Pestalozzigesellschaft und war für Pro Juventute tätig. 1906 präsidierte er die neu entstandene «Sanitäs-Hülfskolonne Basel». Ab 1910 war er Vizepräsident der am 30. Mai 1888 gegründeten Sektion Basel des Roten Kreuzes. Als Sanitätsmajor und Oberfeldarzt leitete er im Ersten Weltkrieg die Etappensanitätsanstalt in Olten und besuchte als Leiter der Untersuchungskommission die Gefangenenlager in Deutschland.
Alfred Christ fand seine letzte Ruhestätte auf dem Wolfgottesacker in Basel.